# (12485) Jenniferharris
(12485) Jenniferharris (1997 GO1) – planetoida z pasa głównego asteroid okrążająca Słońce w ciągu 3,78 lat w średniej odległości 2,43 j.a. Odkryta 7 kwietnia 1997 roku.